# Voladura de la Estación Hidroeléctrica Dniéper

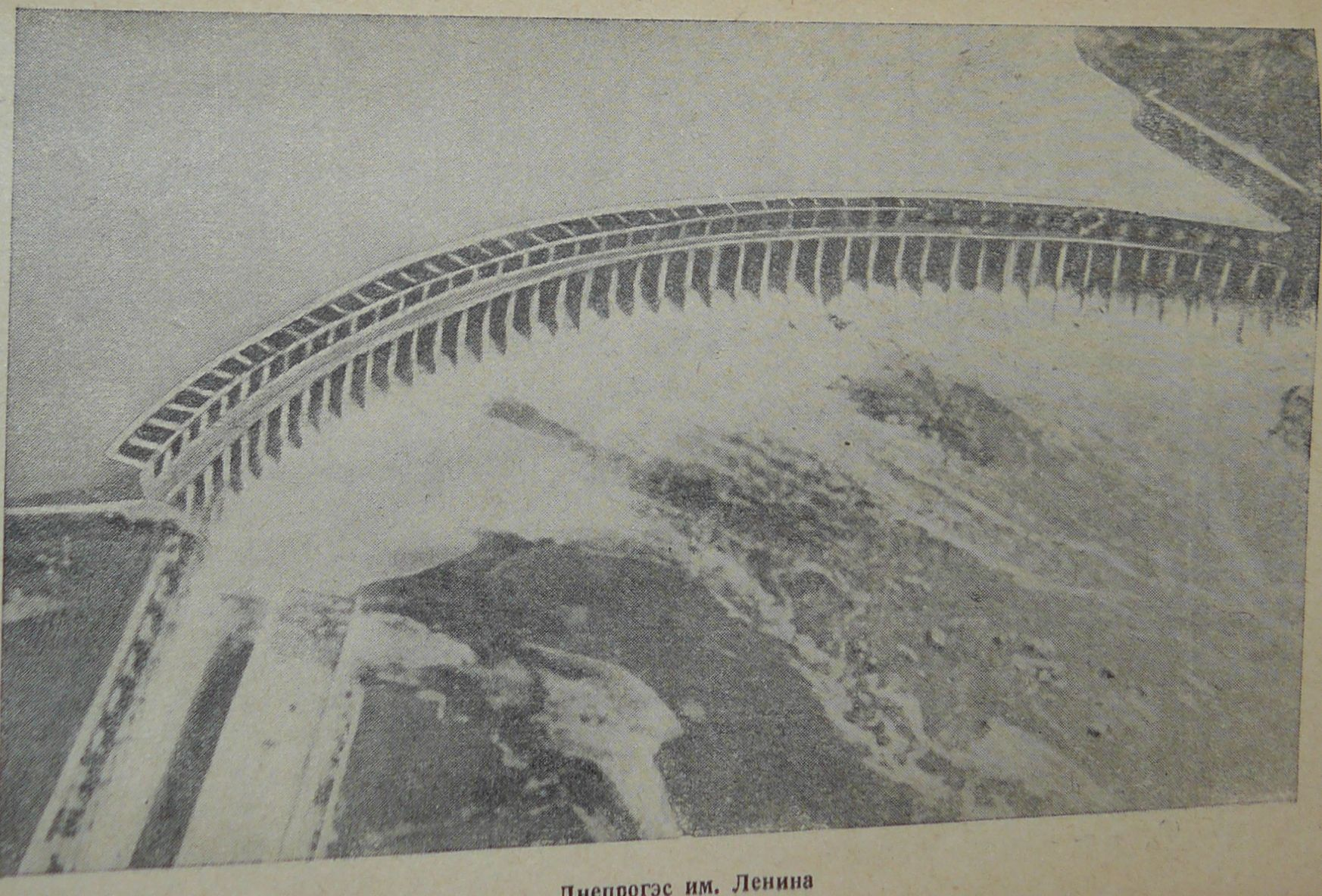
Fotografía de la Estación Hidroeléctrica Dniéper en 1935.

La voladura de la Estación Hidroeléctrica Dniéper se refiere a una acción militar del NKVD el 18 de agosto de 1941 en la que se voló la presa DniproGES-1 del río Dniéper en Zaporiyia (Ucrania), ante el avance de las tropas del ejército nacionalsocialista alemán, como parte de la política de tierra quemada de Stalin. Como resultado de la riada provocada, fallecieron un número desconocido de personas, que algunos medios cifran entre 3 000 y 100 000. La información sobre la acción se mantuvo en secreto durante muchos años.

## Antecedentes
Dentro del plan GOELRÓ para la recuperación y el desarrollo económico nacional, la Unión Soviética fundó la compañía Dniprobud (o Dneprostrói) para la construcción de una presa en el río Dniéper. La idea era producir electricidad para varias fábricas de producción de aluminio que se construirían posteriormente. Con ayuda de ingenieros occidentales, como Hugh Cooper, William V. Murphy y G. Thompson, todos trabajadores de General Electric, se comenzó la construcción en 1927. El diseño constructivista de los arquitectos Víktor Vesnín y Nikolái Kolli se finalizó en 1932. La estación hidroeléctrica se convirtió en la mayor presa de Europa y de las más importantes de la URSS, permitiendo la industrialización con industria pesada de Zaporiyia, Krivói Rog y Dnipró. Muy posteriormente, entre 1969–1980, se construiría DniproGES-2, una ampliación de la presa, que le da su aspecto actual.
En junio de 1941, el ejército nazi inició con la Operación Barbarroja la invasión de la Unión Soviética. La Unión Soviética decidió responder a la pérdida de territorio con la política de tierra quemada para dejar al ejército alemán sin posibilidad de vivir de la tierra o usar la industria local.

## Voladura
A principios de agosto de 1941 el jefe de ingeniería militar del Frente Sur, el teniente coronel Oleksiy Petrovsky, y el representante del Estado Mayor del Ejército Rojo, el jefe de un instituto de ingeniería militar de investigación de Moscú, el ingeniero militar de primer rango Boris Yepov, colocaron 20 toneladas de trinitrotolueno, o amonal según otras fuentes, para preparar la voladura de la presa en caso de que fuese necesario.
El 18 de agosto de 1941, a las 20:15, después de recibir información sobre el avance de las tropas alemanas en la región de Zaporiyia, un comando del NKVD voló la presa, sin avisar ni a civiles, ni a militares de su acción. La explosión provocó una brecha de 175,5 metros de longitud y 21,2 m de altura, y solo permanecieron intactas las compuertas n.º 10 y 21. La repentina liberación del agua de la represa provocó un frente de agua de 6 metros de altura, con una desbordamiento del río que duraría dos a tres días. También quedó destruida la sala de máquinas y por lo tanto se interrumpió la producción de electricidad.
El comando del NKVD fue detenido por la contrainteligencia soviética, que los consideró saboteadores enemigos al no tener conocimiento de la acción. Pero los culpables fueron liberados tras la intervención de sus comandantes. La voladura fue aprobada post facto por Stalin poco después de los hechos.

## Consecuencias

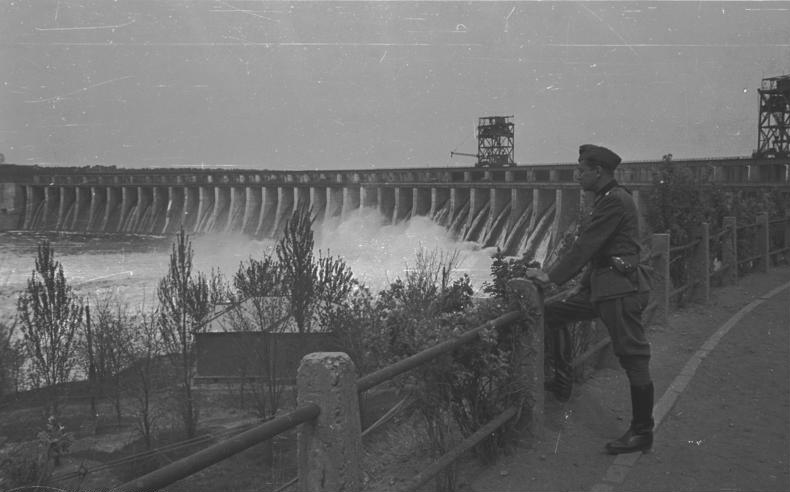
Fotografía de la presa DniproGES-1 en verano de 1942 con un soldado nazi al frente, cuando ya se había reconstruido.

La consecuencia inmediata fue el corte de electricidad a Zaporiyia, incluyendo la parada de toda la actividad industrial.
La voladura provocó una riada que afectó sobre todo las zonas bajas de Zaporiyia, donde se situaban el muelle, el astillero y los almacenes. También sufrieron la misma suerte los habitantes de las poblaciones a orillas del Diniéper que no fueron informados. No se conoce el número exacto de víctimas, ya que en aquel momento no se contaron las víctimas, pero se han dado cifras de 3000 a 100 000 fallecidos, siendo la cifra más probable de varios miles. También se vieron afectados los soldados soviéticos que estaban cruzando el río en la margen izquierda en ese momento, que fueron arrastrados por la corriente.
Con la voladura no se consiguió uno de los objetivos principales: retrasar el avance alemán, que no se vio afectado.

## Reconstrucción
Zaporiyia fue capturada por el ejército alemán 46 días después y, dos meses más tarde, la Organización Todt con la colaboración de las empresas Siemens AG y Philipp Holzmann AG y el empleo de trabajadores forzados, ya se había reconstruido la presa.
Los ocupadores nazis volvieron a volar parcialmente la presa en su retirada en 1943, aunque fuentes alternativas dicen que la voladura fue evitada por las tropas soviéticas.